# Ladang Tuha (Meukek)
Ladang Tuha is een bestuurslaag in het regentschap Aceh Selatan van de provincie Atjeh, Indonesië. Ladang Tuha telt 500 inwoners (volkstelling 2010).